# Christophe Didier
Christophe Didier (Bur, 4 de febrero de 1915 - Estrasburgo, Francia, 24 de julio de 1978) fue un ciclista luxemburgués que fue profesional entre 1938 y 1943. Durante su carrera profesional consiguió 13 victorias, entre las cuales destaca la Vuelta a Cataluña de 1940.

## Palmarés
1935
- Campeón de Luxemburgo amateur

1938
- Campeón de Luxemburgo amateur

1940
- Volta a Cataluña , más 1 etapa

1941
- Vuelta a Luxemburgo
- Gran Premio de Chemnitz
- Esch-sur-Alzette

1942
- Circuito de Luxemburgo
- 1 etapa a la Vuelta a Westmark

1943
- Tour de Cantó de Esch-sur-Alzette
- Gran Premio de Hollerich
- Gran Premio de Dippach
- Wiltz

### Resultados en el Tour de Francia
- 1938. Abandono (11.ª etapa)
- 1939. 18° de la clasificación general

### Resultados en el Giro de Italia
- 1940. 18° de la clasificación general